# Thái Điện
Thái Điện (tiếng Trung: 蔡甸区, Hán Việt: Thái Điện khu) là một quận của thành phố Vũ Hán (武汉市), thủ phủ tỉnh Hồ Bắc, Cộng hòa Nhân dân Trung Hoa. Quận Thái Điện có diện tích 1100 km2, dân số năm 2004 là 480.000 người. Quận này được chia ra thành 7 nhai đạo, 3 trấn và 1 hương